# 歌川貞信
歌川 貞信（うたがわ さだのぶ、生没年不詳）とは、江戸時代の浮世絵師。

## 来歴
歌川国貞の門人。歌川の画姓を称し五香亭と号す。作画期は文政の頃とされ、美人画を描いている。文政11年（1828年）柳島妙見堂建立の豊国先生瘞筆之碑に、「国貞社中」として「貞信」の名が見える。